# Hozelec
Hozelec (in ungherese Ószelec, in tedesco Hohesalz) è un comune della Slovacchia facente parte del distretto di Poprad, nella regione di Prešov.
Il villaggio fu menzionato per la prima volta nel 1248.